# Friedrich Wilhelm Henninger

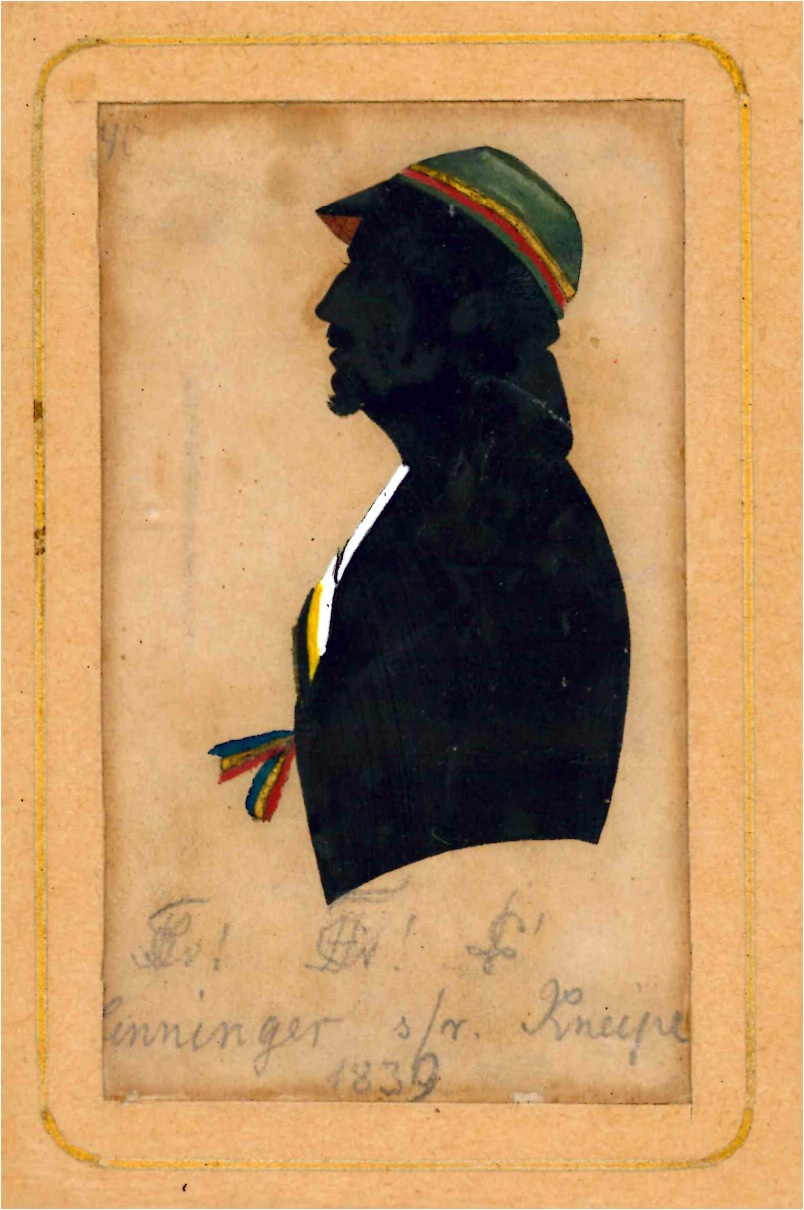
Friedrich Wilhelm Henninger

Friedrich Wilhelm Henninger (* 4. Juli 1817 in Breitenbronn, Großherzogtum Baden; † 28. Januar 1881 in Königsbach bei Pforzheim) war ein deutscher Pfarrer, der an der Badischen Revolution teilnahm.

## Leben
Henninger war Sohn des Lehrers Christian Friedrich Henninger (* 26. März 1782 in Kälbertshausen). Er besuchte die Wertheimer Lateinschule. Er studierte ab 1837 an der Ruprecht-Karls-Universität Evangelische Theologie und wurde im Corps Suevia Heidelberg aktiv. Er wechselte an die Universität Jena und wurde am 3. Dezember 1838 auch im Corps Franconia Jena aktiv. Dort  bekleidete er die Erste Charge. Die Universität erteilte ihm schon Anfang 1939 das Consilium abeundi. Er ging an die Universität Leipzig, wo er am 8. Januar 1839 gegen einen Angehörigen des Corps Saxonia Leipzig focht. Am 24. Januar 1839 wurde er im Corps Lusatia Leipzig recipiert. Er kehrte Ostern 1839 nach Jena zurück und übernahm bei Franconia erneut das Amt des Seniors. In Leipzig und Jena war er als guter Fechter hervorgetreten, insbesondere auf Pariser (Stoßdegen); er schied aber später aus der Franconia aus.
Seit Ende 1839 wieder in Heidelberg, legte er dort 1844 am Predigerseminar das Examen ab. Er wurde Ende 1844 unter die evangelischen Pfarrkandidaten des Großherzogtums Baden aufgenommen und mit Genehmigung des großherzoglich-badischen Innenministeriums vom 30. Juni 1846 zum Pfarrer der evangelischen Pfarrei Neckarbinau, Gemeinde Binau, Dekanat Mosbach, bestellt. 1848 schloss er sich der revolutionären Bewegung Badens an. Ende 1848 hielt er auf einer Trauerfeier für den nach dem Wiener Oktoberaufstand 1848 erschossenen Robert Blum eine zündende Rede gegen das Metternichsche System. Als Mitglied des Wehrverwaltungsausschusses rief er die Bürgerwehr dazu auf, für das Vaterland und die Paulskirchenverfassung zu streiten. Er kandidierte für die Wahl zur Badischen verfassunggebenden Versammlung von 1849 und veröffentlichte dazu eine „Erklärung“ in der von der revolutionären Regierung herausgegebenen „Karlsruher Zeitung“ Nr. 34 vom 21. Juni 1849. Nach dem Zusammenbruch der Revolution wegen Hochverrats angeklagt, wurde er zwar durch Urteil des Hofgerichts Mannheim vom 2. April 1850 strafgerichtlich freigesprochen (wie sein Vater am 18. Januar 1850), aber vom Oberkirchenrat disziplinarrechtlich belangt. Besonders hingewiesen wurde dabei auf die „anstößige“, als revolutionär geltende Barttracht des Beschuldigten. Nach Entschließung des Großherzogs erhielt Henninger durch Bescheid des Innenministeriums vom 27. Juni 1850 seine Entlassung als Pfarrer. Als Vikar zurückgestuft, kam er 1850 nach Köndringen und 1851 nach Weitenau. 1852 wurde er als Pfarrverwalter in Mönchweiler eingesetzt. Durch Entscheidung des Großherzogs vom 20. Januar 1858 wurde ihm die Pfarrei Schönau (Odenwald) übertragen. Ab 1872 war er Pfarrer in Königsbach bei Pforzheim, wo er mit 64 Jahren im Pfarrhaus starb. Aus der ersten Ehe mit Sophia geb. Leichtlen war 1847 der Sohn Adolf hervorgegangen. Nachdem Sophia (vor 1876) gestorben war, heiratete Henninger 1881 Elise Boldan.